# Campeonato Sul-Americano de Voleibol Masculino Sub-17
O Campeonato Sul-Americano de Voleibol Masculino Sub-17 é um torneio de seleções de voleibol da América do Sul organizado a cada dois anos pela Confederação Sulamericana de Voleibol (CSV).

## Histórico
O torneio foi criado em 2011 com o objetivo de expandir a modalidade e na tentativa de estimular as demais seleções da América do Sul a investir nas categorias de base. A primeira edição foi realiza em Guaiaquil, no Equador, para jogadores com idade inferior a 16 anos. O Brasil manteve a hegemonia já apresentada nas demais categorias, tornando-se o primeiro campeão da categoria infantil do continente Sul-Americano.
Em 2023, após a criação da categoria sub-17 pela Federação Internacional de Voleibol (FIVB), a CSV realizou a primeira edição do torneio com a nova nomenclatura. O campeonato que foi realizado em Araguari contou com a participação de cinco equipes sul-americanas e concedeu vagas diretas no Campeonato Mundial da categoria para as três melhores seleções.

## Quadro geral
| Ordem | País      | Medalha de ouro | Medalha de prata | Medalha de bronze | Total |
| ----- | --------- | --------------- | ---------------- | ----------------- | ----- |
| 1     | Brasil    | 2               | 1                | 0                 | 3     |
| 2     | Argentina | 1               | 2                | 0                 | 3     |
| 3     | Chile     | 0               | 0                | 2                 | 2     |
| 4     | Colômbia  | 0               | 0                | 1                 | 1     |